# Nyugati tér
A Nyugati tér Budapest egyik fontos közlekedési csomópontja, a Nyugati pályaudvar mellett. Nagy forgalmú utcák keresztezik, közigazgatásilag Budapestnek három kerületét kapcsolja össze: az V., a VI. és a XIII. kerületet.
A VI. kerület határa keleten a Bajcsy-Zsilinszky út és a Váci út tengelyvonala, nyugaton a Szent István körút tengelyvonalától délre az V. kerület (Lipótváros), északra a XIII. kerület (Újlipótváros).

## Elnevezése
Noha a pályaudvart 1891-től Nyugati pályaudvarnak hívták, a csarnokot kivitelező Eiffel cég után a köznyelv Párizsi térként emlegette. 1914-ben hivatalosan Berlini tér lett, majd a tíz évvel később felépített hatszögletű trafik, a „banántorony” után – itt árultak először banánt Budapesten – Banán térnek hívta a lakosság. A második világháborút követően 1945-től a Marx tér nevet kapta, végül 1992-től ismét Nyugati tér lett.

## Csatlakozó utcák
A házszámok az utcák két átellenes (szemben fekvő) oldalára vonatkoznak
- Bajcsy-Zsilinszky út 67.
- Jókai utca 33. és 34.
- Teréz körút 49. illetve 62.
- Kádár utca 2.
- Váci út 2.
- Szent István körút 29., illetve 30.
- Stollár Béla utca 24.

## Története
A mai Nyugati tér helyén már a középkorban is vezetett országút, ami Pestet kötötte össze az északi országrésszel. Az 1700-as években a hóhér háza és a kivégzőhely állt ott: a hóhér a kivégzések mellett a holttestek elhantolásáért és a beteg állatok elpusztításáért is felelős volt.
A 19. század elejéig csupán a váci országút (Waizner Linie) és a váci árvízvédelmi töltés (Waizner Damm) állt ezen a helyen. A Lipótváros parcellázása lehetővé tette az egyik keresztutca, a jelenlegi Szent István körút létrejöttét (akkoriban Tüköry-gát), 1848 körül Fegyvergyár utca. A Terézváros beépülése létrehozta annak északi határát, egy házsort a Jókai utcán túl (Fabriken Gasse). Ez a terület hatalmas károkat szenvedett már az 1838-as árvíztől. Tőle északra kertek és majorságok terültek el.
A telkek olcsósága miatt gyárak épültek a környéken; a tér jelenlegi helyéhez legközelebb az Árpád Hengermalom (a jelenlegi Szent István körút vonalában) és az Unió gőzmalom (a jelenlegi Kádár utca területén, 1867) és a Pesti Cukorfinomító Gyár-Egyesület cukorgyára (a jelenlegi Bihari János utca területén 1830-1854).
A terület fejlődésének hatalmas lökést adott a Pesti indóház, a Nyugati pályaudvar elődjének építése a Szervita réten. A jelenlegi Jókai utca utolsó háza a Vasút számára épült fel: háztömb a jelenlegi Teréz körút, a Podmaniczky utca (akkor Három bárány utca) és a Jókai utca között.
1872-ben már három lóvasúti vágány szelte át a teret. A vasút (akkor: Osztrák-Magyar Vasút Társaság) modernebb épületet tervezett az Indóház helyére, ez a jelenlegi Nyugati pályaudvar. A váci vonal fejállomásának eredeti neve: Délkeleti Állam Vasút Pálya Udvara. Csaknem ugyanabban az időben elkezdődött a Nagykörút tervezése. Ezek miatt el kellett bontani a vasút egyik épületét. Másrészről, a megnövekedett forgalom hatására felépült az első szálloda a jelenlegi Skála áruház helyén (eredetileg Vasút fogadó, 1864-től London szálloda néven ismertük a Berlini tér 1. alatt). Ezzel létrejött a Jókai utca torkolata, amely a térre nyílott.

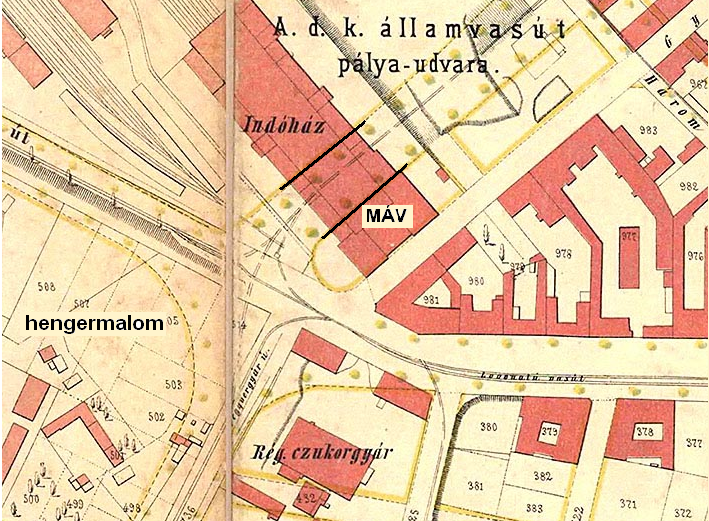
Két vastag vonal jelzi a lebontandó Indóházat. Tőle délre került (MÁV felirattal) az Üzemigazgatóság épülete. A két vastag vonal az azóta megvalósult Teréz körút része. A 981 jelű helyre épült a London szálloda, majd a Skála áruház. A hengermalom felirat az Árpád malmot jelzi. A lóvasúti vonalról kanyarodik be egy vágány a Valero (Stollár Béla) utcába. A Jókai utca nevéből csak a Gy betű látszik (Gyár utca). A Fegyvergyár utca jelenleg a Szent István körút.

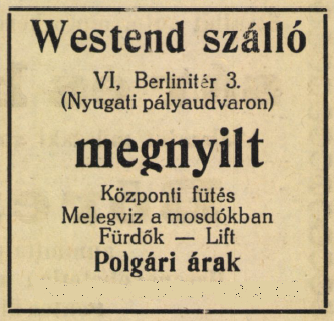
A Westend-ház helyét egyértelműen megadja egy korabeli (1925) hirdetés. A tér neve ekkor már kilenc éve Berlini tér volt

Az Indóház mellől 1860-ban már iparvágány ágazott le, keresztezte a teret, és bekanyarodott a Stollár Béla utcába (akkor Valero utca). A régi Indóházhoz tartozó Királyi Váróterem helyére került később a Westend-ház. A vágányok eredetileg a mai Teréz körút és a Jókai utca közötti aluljáró területéig értek.
A vasút hatalmas területet birtokolt. Ennek jelenlegi következménye, hogy azonos helyrajzi számon nagyon sok albetét található, egészen a Dózsa György útig), például maga a pályaudvar (28224/51), a WestEnd City Center (28224/7 és 28224/8), a Posta ( 28224/52), a Pólus Holding Kft. (28244/38-28224/49) és az Eiffel Irodaház (szintén 28224/51).
A város adókedvezményekkel támogatta az új körút menti házak építését. A Szent István körút (akkor Lipót körút) és a Bajcsy-Zsilinszky út (akkor Váci körút) sarkán ekkor épült az első bérház, mindjárt erre a térre jellemző konvex alapterületi formával. A Szent István körutat a jelenlegi XIII. kerület rovására szélesítették, hogy méltó folytatásává legyen a szintén kiszélesített Teréz körútnak (ez az útvonal eredetileg S alakban délnek kanyarodott).
A Körút torkolata az Eisen Gasse (Vas utca) nevet viselte, távolabbi folytatása a Theresien Ring. E kettő egyesítéséből született meg a Teréz körút, már a jelenlegi szélességében. A körút kiszélesítése tette lehetővé az első villamosjárat elindítását.
A Nyugati pályaudvar mellett, közvetlenül a sarkon újabb szálloda épült, a Westend-ház. Ennek formája is konvex, a végén körív alapterülettel. A mögötte keletkezett kis utca nevet nem kapott (néha Westend udvar néven említették). A század folyamán az épület állapota romlott, ekkor már garni-szállóként is működött.

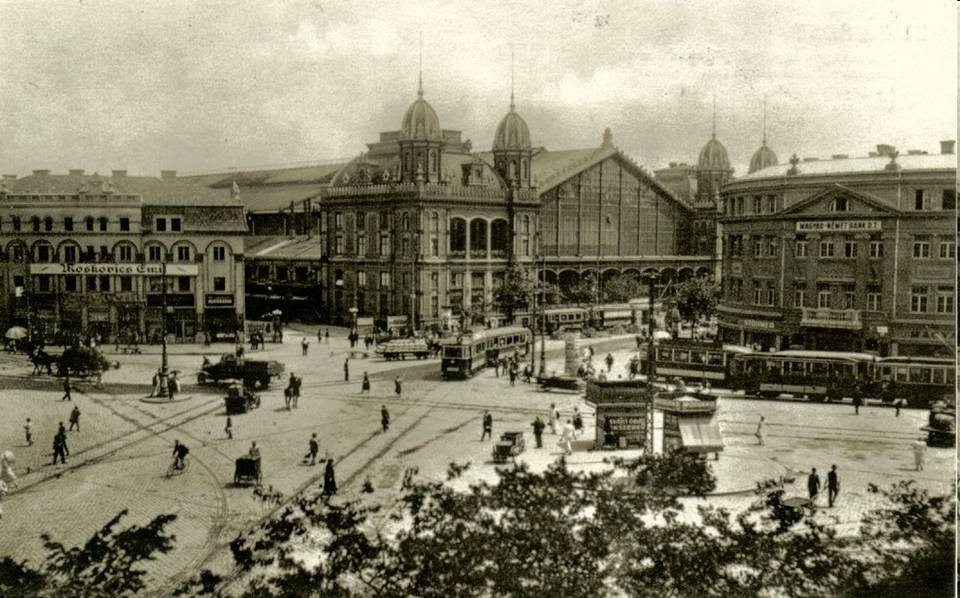
Balra a Westend-ház, középen a Nyugati pályaudvar, jobbra a Német–Magyar Bank épülete

A 20. századra már térré fejlődött közterület ekkor kapott tér nevet: ez lett a Berlini tér (egyes dokumentumokban Berlin tér) 1914. szeptember 9-én. Szélessége lehetővé tette, hogy konkurens villamosvasúti társaságok sínrengetege kanyarodjék a téren minden elképzelhető irányban (akkoriban problémát jelentett még a váltóállítás biztonságos végrehajtása).
Itt épült fel a Magyar–Német Bank épülete szintén konvex alaprajzzal (domború oldalával a tér felé). Földszintjén üzletek voltak és a jól ismert Ilkovits-büfé 1958-ig.
1937-ben a MÁV Üzletvezetőség épületének helyén (Jókai utca 33-35, illetve Berlini tér 2.) villamos körvágány épült. Később itt fordult a 71-es trolibusz. Hihetetlen, de a keskeny Jókai utcában két villamosvágány is volt, a villamosok itt fordultak rá a Bajcsy-Zsilinszky útra (akkor Vilmos császár út) A MÁV később (1981 után) átköltözött egy épülettel odébb, a Skála áruház épületének Jókai utcai részébe.
A második világháború a téren is hatalmas pusztítást okozott. Megsemmisült a London Szálloda; a Magyar-Német Banknak csak a földszintje maradt meg. Később mindkettőt elbontották, ezen a helyen áll a Skála áruház és a süllyesztett sétatér. Tekintettel arra, hogy ezen a helyen épület már nem áll, a háta mögötti, gépjárműforgalomra alkalmas utat nevezik Jókai utcának, amely valójában merőleges a Jókai utca vonalára. (Teréz körút 62.-Jókai utca 51.)
A Podmaniczky utcai villamosvonalakat trolibuszjáratok váltották fel 1952 után. Az egyik képen a Podmaniczky utca és a Jókai utca felsővezetékeinek kereszteződése látható, alatta egy 71-es jelzésű trolibusz (1957-es felvétel) kanyarodik ki a Jókai utcából a Nyugati térre–akkor Marx tér volt a neve. A járat viszonylag hosszú élete alatt csak rövid ideig járt a Nyugati téren
A Westend-házat lebontották, felrobbantása 1978. február 22-én történt. A helyére került a buszvégállomás és a parkoló. A nevét viselő áruház a Váci út vonalán hátrébb épült fel. A Westend-ház a Nyugati tér (Berlini tér) 3. számot viselte, de inkább a Váci út 1. számmal jelölték meg. Elvileg a Teréz körút 59-es szám jelölné. A Váci úton az ezt követő házszám a 3. Itt áll az 1999-ben megnyílt WestEnd City Center bevásárlóközpont. Mivel az 1-es szám alatt nincsen már építmény, emiatt összevonva Váci út 1-3. számmal jelölik.
A Váci út és a Szent István körút sarka ténylegesen is Nyugati téri házszámot visel; ez a 4-es szám. A házszámozás ezután már folytonos.
1977–1984 között a Nyugati (Marx) tér jelentős átalakuláson esett át, a tér jellegét alaposan megerősítve. Ezzel párhuzamosan tartott Budapest második szövetkezeti áruházának, a Skála Metrónak építése, ami nyolc éven át tartott, és 1984. április 24-én fejeződött be.
A felüljáró építése 1980-ban történt. Mindez a 3-as Metró nyugati téri megállójának építéséhez kapcsolódik (1981. november 30-án készült el). A felüljáró szabadszereléses eljárással készült. Az elemeket helyre szállítva ragasztóval rögzítették és acélsodronnyal húzták feszesre. Az irányonként egy forgalmi sávos, 420 méter hosszú felüljárót 1981. november 10-én adták át a forgalomnak.
A tér kisebb felújításon esett át 2015-ben, amelyet 2015. október 7-én adtak át.

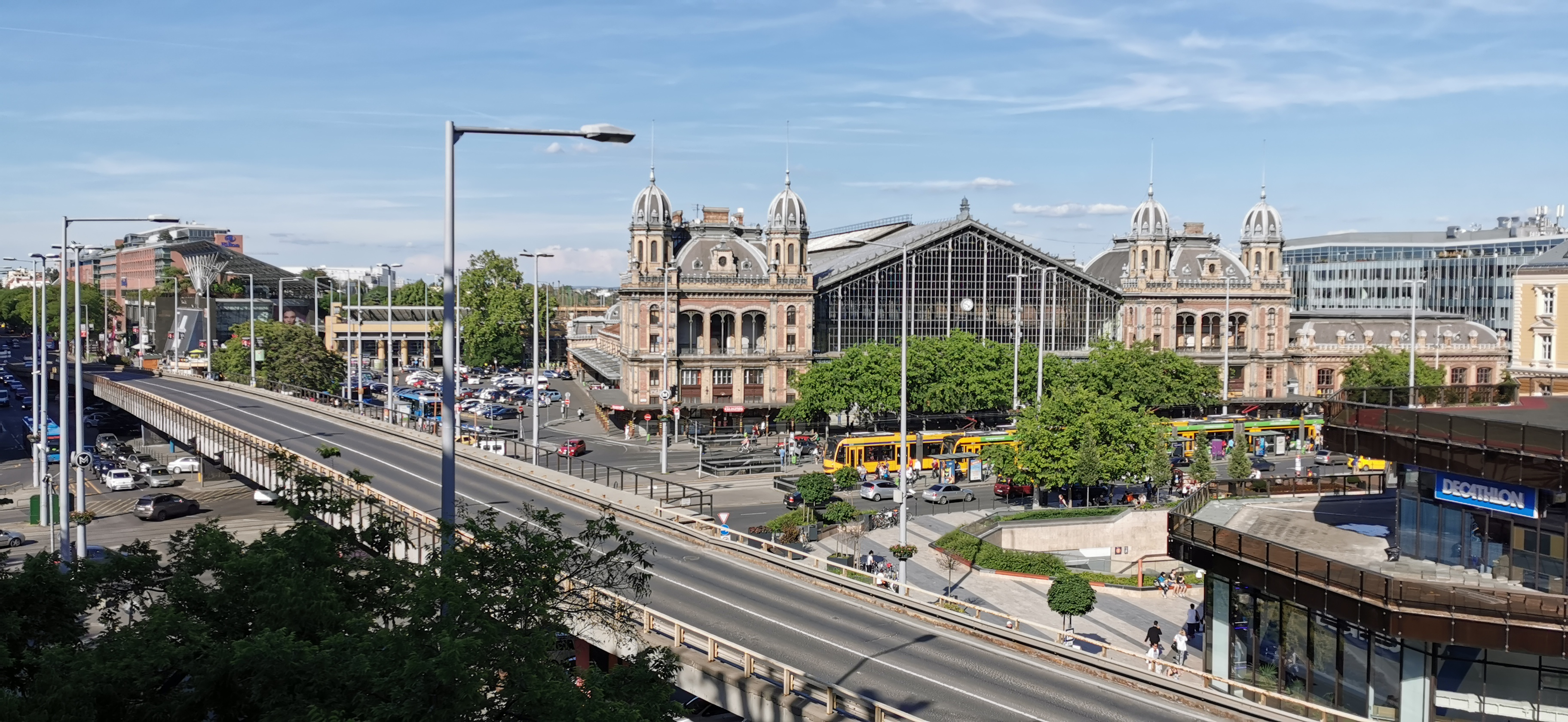
A Nyugati tér 2019-ben

2019. május 16-án a városvezetés bejelentette, hogy a felüljárót elbontásával számolnak, amit a városképre gyakorolt negatív hatásával indokolnak. A FŐMTERV vizsgálata alapján szintben is megoldható a keresztezés. A Pesti fonódó villamoshálózat II. ütemében a főváros a Bajcsy-Zsilinszky úton és a Váci úton keresztül a Kiskörúti és a Lehel úti villamosjáratok összekötését tervezi.

## A Nyugati tér épületei
- Nyugati tér 1.: hrsz. 28904. Bajcsy-Zsilinszky út 67. és a Jókai utca 44. sarka: Vasút fogadó, majd 1864-től London Szálloda. 1945-ben megsemmisült, utána a Bajcsy Zsilinszky úti villamosjáratok és 1952-től a Podmaniczky utcai trolibuszok közös végállomása lett.[17] Itt 1976-1984 között épült fel a Skála Metró áruház. (Tekintettel arra, hogy a szomszédos telken már nem áll ház, gyakran említik Nyugati tér 1-2. számozással).
- Nyugati tér 2.: hrsz. 28902. Jókai utca 35. és a Teréz körút 62. sarka. A Magyar Német Bank félkör alakú épülete. A bank a földszinti helyiségeket kiadta üzlet nyitása céljára. A második világháborúban lebombázták, csak a földszinti része maradt meg. Itt működött 1925-től a legendás Ilkovics vendéglő, majd 1949-től a Népbüfé. 1961-ben bontották le.[18][19][20] Mögötte állt a Pesti indóház maradványaként a MÁV Üzletvezetőség épülete.[21] Robbantással bontották le 1978-ban. A MÁV irodái átköltöztek a Skála Metró épületébe.[22] A két épület helyén ma a süllyesztett gyalogos aluljáró és a Jókai utca torkolatánál álló forgóóra található.
- Nyugati tér 3.: hrsz. 28244/1, a Váci út 1. és a Teréz körút 59. sarka: a hírhedt Westend szálloda telke. Szintén 1978-ban robbantással lebontva.[23][24] A tér átépítése után itt kapott helyet az autóbusz állomás.
- Nyugati tér 4.: hrsz 25064, a XIII: kerületi Váci út 2. sarka. Épült 1891-ben. Tervezte Goldmann Ernő. Építtette: Feledi Miksa
- Nyugati tér 5.: hrsz. 25054, A XIII: kerületi Szent István körút utolsó épülete. Épült 1894-ben, építette: Holub József[25]
- Nyugati tér 6.: hrsz. 25051, Az V. kerületi Szent István körút sarka. Épült 1878-ban Petschacher Gusztáv tervei alapján. Építtető: Első Hazai Pesti Takarékpénztár bérháza
- Nyugati tér 7.: hrsz. 25050, a Bajcsy-Zsilinszky út sarka. Épült 1886-ban Petschacher Gusztáv tervei alapján. Építtető Schubert Ármin és Hikisch Lajos.
- Nyugati tér 8.: hrsz. 25049. Épült 1886-ban Petschacher Gusztáv tervei alapján. Építtető Schubert Ármin és Hikisch Lajos.
- Nyugati tér 9.: hrsz. 25048. A Stollár Béla utca 24. sarka. 1887-ben épült Petschacher Gusztáv tervei alapján. Építtető: Magyar Általános Hitelbank.

### Banán-sziget
A pesti köznyelv a tér Bajcsy-Zsilinszky út és Szent István körút sarka felüli részét kitöltő járdaszigetet nevezte így. A közepén állt ugyanis egy toronyszerű hatszögletű pavilon, ahol édességet és néha banánt is árusítottak. Ez a pavilon egy emeletes, egyedi gyártású acélszerkezet volt, négy árusítóhelyet helyet tartalmazott. A négy árusítóhely közül az egyik banánt árult és ez lett az egész hely névadója. Az építményt a Haas és Somogyi speciális „üveg-vasszerkezetek” gyára rt. készítette. A tetején egy belülről megvilágított elektromos működtetésű óra volt elhelyezve.

#### A Banán-sziget története
A pavilon az 1920-as években épült. 1935-ben a villamosvonalakat átrendezték, és átalakították a teret. A korábbi keresztező villamosvágányt felszedték és egy hurokvágányt alakítottak ki. Ez a hurokvágány határolta az átalakult Banán-szigetet.
Az tornyában elhelyezett óra volt Budapest első elektromos árammal működtetett köztéri órája. A terület kiterjedése, és az itt található pontos óra miatt hamar kedvelt találkozóhelye lett a városnak. Nem csak fiatalok találkozóhelye volt, hanem az akkor egyre népszerűbb kiránduló és turista mozgalmak egyik fontos kiinduló pontja lett. Találkozóhely funkcióját a Jókai utcai torkolatánál 1981-ben felállított és 2011-ben felújított forgóóra vette át.
Az 1960-as majd később az 1980-as években a Nyugati-tér (akkori néven Marx-tér) többszöri átépítésekor a járdasziget és a pavilon is elbontásra került. Előbb parkoló, majd a mai felüljáró, és a tér Jókai utcai oldalát elfoglaló aluljáró komplexum épült a helyére.

## Közlekedés
| Jel       | Viszonylat | Útirány                                                                 |
| --------- | ---------- | ----------------------------------------------------------------------- |
| Metró     | M3-as      | Nyugati pályaudvar állomásról Újpest-központ felé, Kőbánya-Kispest felé |
| Villamos  | 4-es       | Újbuda-központ felé, a Széll Kálmán tér felé                            |
| Villamos  | 6-os       | a Móricz Zsigmond körtér felé, a Széll Kálmán tér felé                  |
| Autóbusz  | 9-es       | Kőbánya alsó vasútállomás felé Óbuda, Bogdáni út felé                   |
| Autóbusz  | 26-os      | az Göncz Árpád városközpont felé                                        |
| Trolibusz | 72-es      | az Orczy tér felé Zugló vasútállomás (Hermina út) felé                  |
| Trolibusz | 73-as      | a Keleti pályaudvar felé                                                |
| Autóbusz  | 91-es      | a Széll Kálmán tér felé                                                 |
| Autóbusz  | 191-es     | a Sarolta utca felé                                                     |
| Autóbusz  | 226-os     | az Óbudai-sziget felé                                                   |
| Autóbusz  | 291-es     | a Zugliget, Libegő felé                                                 |